# Henge von Mayburgh

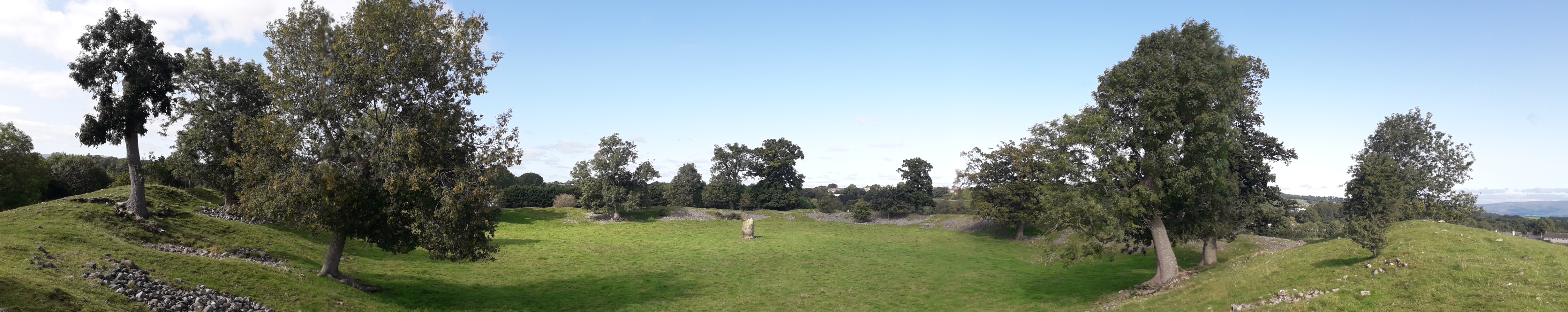
Mayburgh Henge

Das Henge von Mayburgh (auch Mayborough) liegt südlich von Penrith in Cumbria nahe dem Fluss Eamont und der A66 in Nordengland. Es besteht aus einem Wall, der heute mit Bäumen bewachsen ist und 117 m Durchmesser hat. Der äußere Graben wird im Osten durch einen Zugang unterbrochen, der in Richtung des etwa 400 m entfernt gelegenen Henges King Arthur’s Round Table zeigt. Beide stehen unter dem Schutz des Weltkulturerbes. Mayburghs Wall besteht aus Kieseln, die aus dem nahen Fluss stammen. Es hat keinen internen Graben, aus dem Material für den Wall entnommen wurde. Das ist eine Technologie, die ansonsten nur von irischen Henges bekannt ist.

Mayburgh
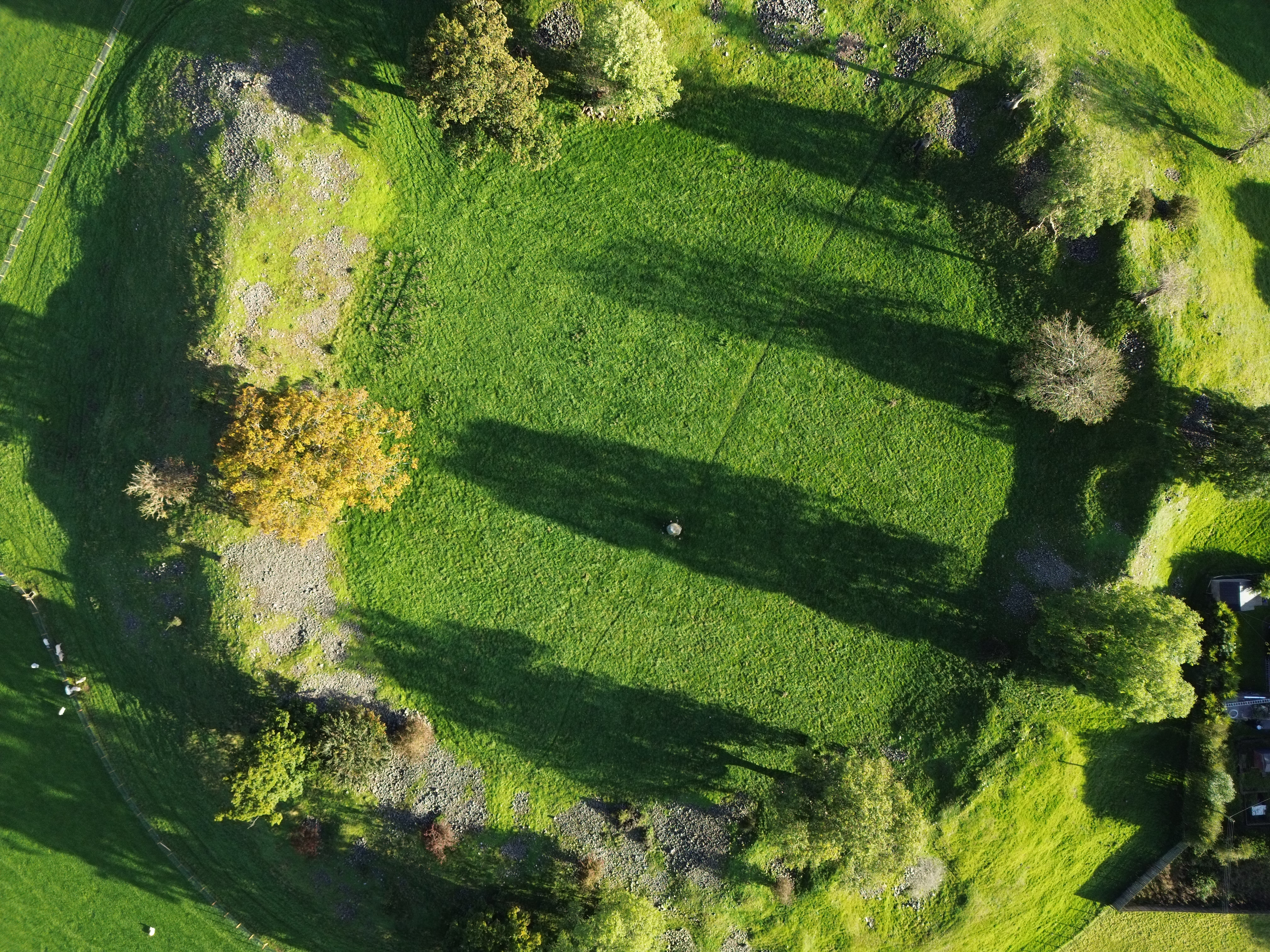
Luftbild
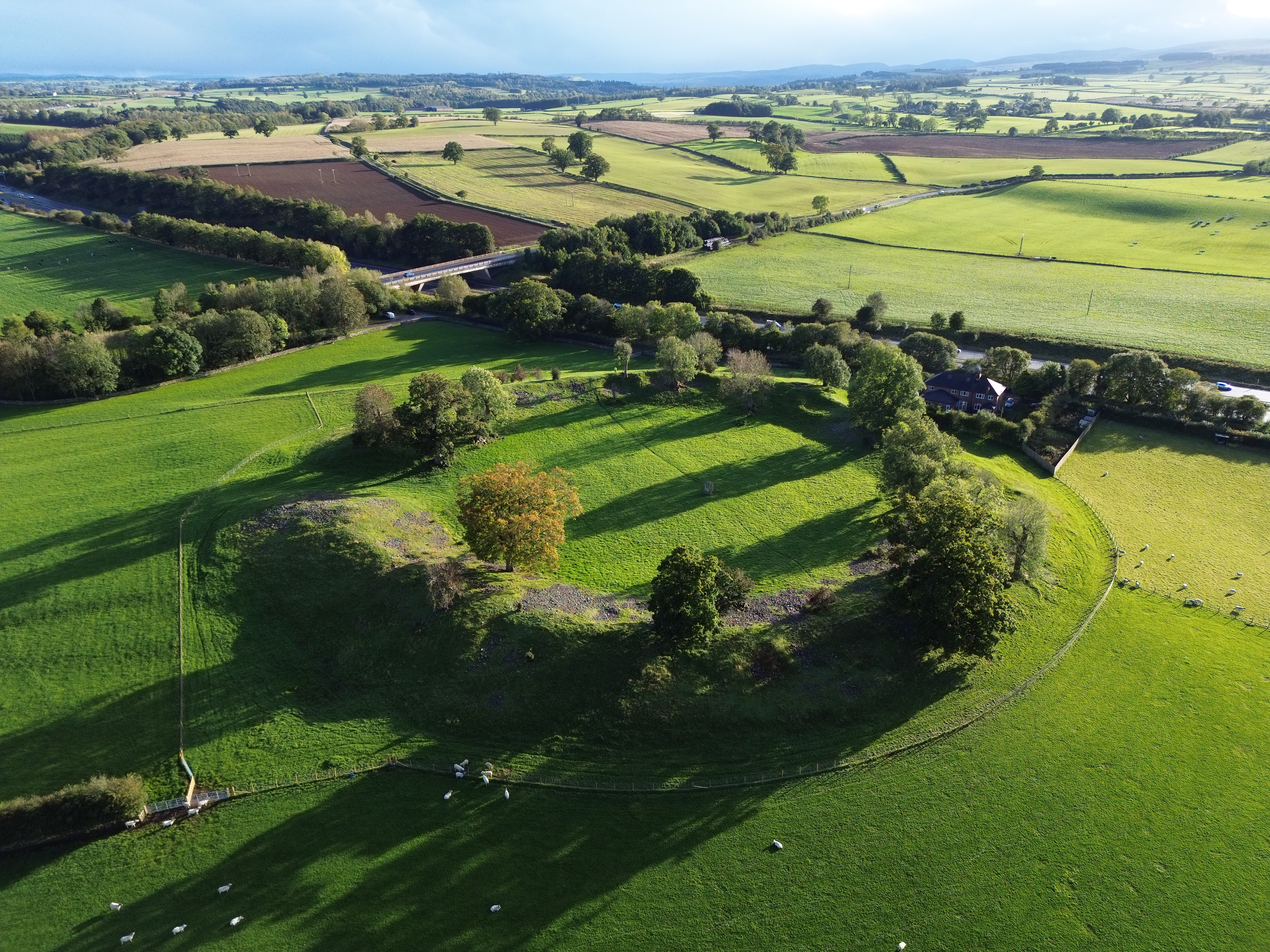
Henge mit der M6
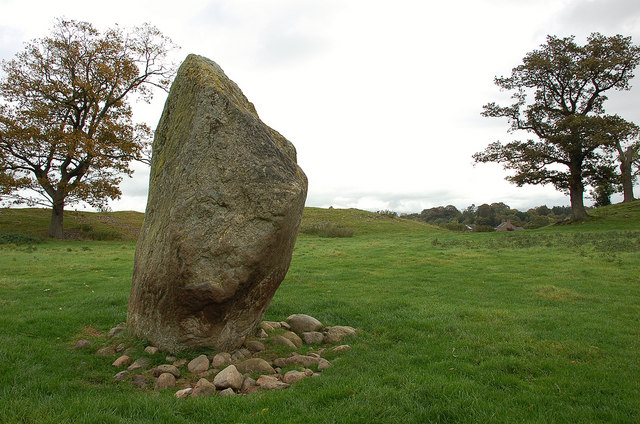
Zentraler Menhir
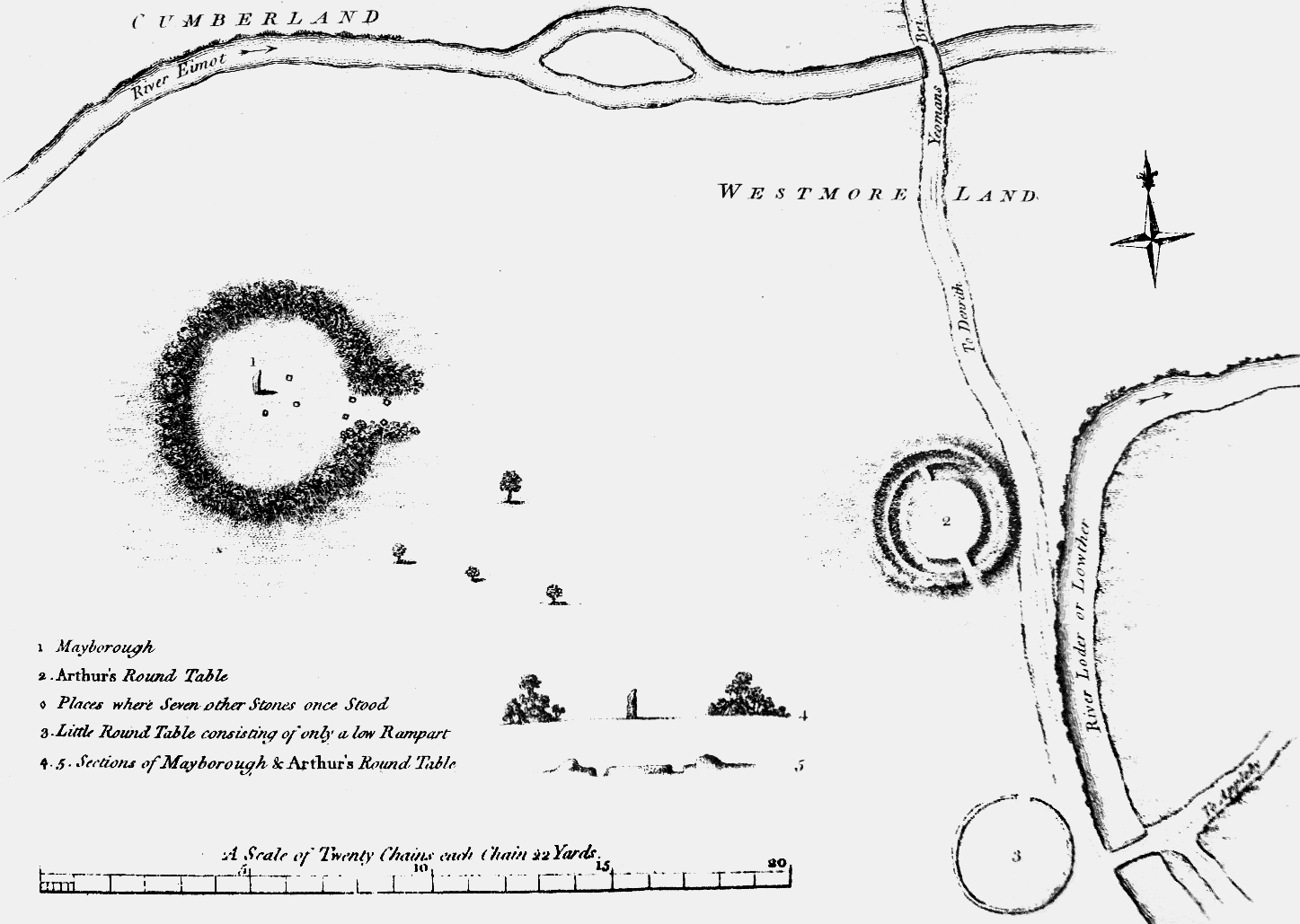
Mayburgh (links) – Zeichnung von 1769

Im späten 19. Jahrhundert wurde am Eingang eine zerbrochene und vergrabene cumbrische Axt gefunden. Ein 2,8 m hoher Menhir steht in der Nähe des Zentrums. Er ist der Rest von ursprünglich angeblich vier Steinen, die noch im 19. Jahrhundert um das Zentrum herum standen. In Schottland gibt es Anlagen mit vier Steinen, die als Vier-Pfosten-Steinkreis (engl. Four-poster stone circle) bekannt, aber viel kleiner und bronzezeitlich sind. Nach William Camden, einem Antiquar des 16. Jahrhunderts, standen die vier Steine an den Ecken eines 18,3 × 16,2 m großen Rechtecks in der Mitte des Henges. Vier weitere Steine flankierten einst den Zugang. Das nicht untersuchte Henge wird auf 2500 v. Chr. geschätzt.